# Флаг Пинежского района
Флаг муниципального образования «Пи́нежский муниципальный район» Архангельской области Российской Федерации — опознавательно-правовой знак, служащий официальным символом муниципального образования.
Флаг утверждён 9 декабря 2010 года и внесён в Государственный геральдический регистр Российской Федерации с присвоением регистрационного номера 6715.

## Описание
«Флаг муниципального образования „Пинежский муниципальный район“ Архангельской области представляет собой прямоугольное полотнище с отношением ширины к длине 2:3, воспроизводящее композицию герба Пинежского района в зелёном, белом и жёлтом цветах».
Геральдическое описание герба гласит: «В зелёном поле в серебряной, вызубренной однократно зазубренными зубцами, главой и волнисто выщербленной оконечностью, золотая „резная птица“ (в виде кегли, к которой по сторонам и внизу приложено по одному раскрытому вееру из дощечек с полукруглой выемкой в середине левой грани с завершением, подобным плоскому наконечнику копья), сопровождаемая по сторонам возникающими золотыми избами с выступающими за пределы кровель коньками, завершающимися украшениями наподобие конских голов».

## Символика
Флаг разработан на основе герба Пинежского муниципального района.
Зелёный цвет полотнища символизирует надежду, изобилие, свободу и радость.
Золотая резная птица в окружении изб, увенчанных охлупенями, говорит о том, что в данном районе промыслы, связанные с резьбой по дереву имеют древние корни. Несмотря на устойчивые христианские традиции, население имеет устойчивые языческие традиции.
Золотые избы говорят о том, что население в данном районе жило всегда зажиточно и богато.
Волнистая белая полоса символизирует изобилие рек.
Елеобразная полоса говорит о том, что край богат хвойными лесами.